# Oxycarpha
Oxycarpha es un género monotípico de plantas fanerógamas de la familia de las asteráceas. Su única especie: Oxycarpha suaedifolia, es originaria de Venezuela.

## Taxonomía
Oxycarpha suaedifolia fue descrita por Sidney Fay Blake y publicado en Contributions from the Gray Herbarium of Harvard University 53: 52, pl. 1. 1918.